# Гордонов, Тони
Антон «Tони» Гордонов (3 февраля 1893, Новозыбков — 29 декабря 1966, Берн) — швейцарский фармаколог и токсиколог.

## Биография
Танхум Гордонов родился в семье Мойше Гордонова и Эйды Казарновской. Изучал фармакологию в университетах Берна и Нанси. Доктор медицинских наук Бернского университета (1922). С 1926 профессор фармакологии и токсикологии Бернского университета, возглавлял кафедру фармакологии, был членом Швейцарской комиссии по медицине и лекарствам и Швейцарской ассоциации электроэнцефалографии. Основатель и редактор «The International Rewiev for Vitamin Research» (1932); «Therapeutische Umschau» (1944), «Handbuch der Terapie» (1948)

## Публикации (подборка)
- Об отравлении триортокрезилфосфатом . В: Сборник случаев отравления Фюнера-Виланда . Том 11, декабрь 1940 г.
- Физиология и фармакология процесса отхаркивания . В: Обзоры физиологии, биохимии и фармакологии . Том 40 № 1, декабрь 1938 г., ISSN 1617-5786 .
- Бронхиальная перистальтика есть? VI. Коммуникация. Вклад в изучение физиологии и фармакологии секретомоторной системы . Исследования в области экспериментальной медицины. Springer: Берлин/Гейдельберг. Выпуск 97 № 1, декабрь 1936 г., ISSN 0300-9130 .
- Гордонов, Антон. В: Вилли Келлер (редактор): Швейцарский биографический архив . Часть 1. Цюрих/Лугано/Вадуц, 1952 г. стр. 60-61; Фото стр. 190.
- Гордонов, Тони в Немецкой национальной библиотеке.
- Veröffentlichungen auf Pubmed